# Белизе на Летњим олимпијским играма 2024.
Белизе је учествовао на Летњим олимпијским играма 2024. у Паризу. Ово је четрнаести наступ нације на Олимпијским играма, иако се раније појавио у два рана издања под називом „ Британски Хондурас “ ( 1968. у Мексико Ситију и 1972. у Минхену ), осим 1980. године, придруживши се бојкоту предвођен САД .
Екипу из Белизеа чинио је један атлетичар.   Једини атлетичар Белизеа Шон Гил служио је као носилац заставе земље током церемоније отварања . 

## Учесници по спортовима
| Спорт    | Мушкарци | Жене | Укупно |
| -------- | -------- | ---- | ------ |
| Атлетика | 1        | 0    | 1      |
| 1 спорт  | 1        | 0    | 1      |

## Атлетика
| Атлетичар | Дисциплина     | Квалификације | Квалификације | Финале           | Финале           |
| Атлетичар | Дисциплина     | Резултат      | Пласман       | Резултат         | Пласман          |
| --------- | -------------- | ------------- | ------------- | ---------------- | ---------------- |
| Шон Гил   | Мушкарци 100 м | 11.17         | 6             | Није се пласирао | Није се пласирао |